# Grant Sitton
Grant Sitton (Brush Prairie, 27 aprile 1993) è un cestista statunitense.

## Palmarès
- Supercoppa d'Olanda: 1

Donar Groningen: 2018